# Sadocepheus elevatus
Sadocepheus elevatus är en kvalsterart som beskrevs av Sandór Mahunka 1987. Sadocepheus elevatus ingår i släktet Sadocepheus och familjen Cepheidae. Inga underarter finns listade i Catalogue of Life.